# NES Remix
NES Remix, i Japan känd som Famicom Remix (ファミコンリミックス Famikon Rimikkusu) är ett TV-spel till Wii U utvecklad av Nintendo och Indiezero. Spelet släpptes 2013 till Wii U via nedladdningstjänsten Nintendo Eshop, 2014 kom uppföljaren NES Remix 2. En annan upplaga med titeln Ultimate NES Remix släpptes till Nintendo 3DS.

## Spelupplägg
Spelet består av olika minispel baserade på spel till Nintendo Entertainment System, varje minispel har spelaren en uppgift att utföra, till exempel i en nivå hinna till slutet av en nivå i Super Mario Bros. och besegra fiender i en nivå av The Legend of Zelda. Det förekommer minispel kallad Remix som är omgjorda, till exempel har Mario i Donkey Kong ersatts av Link, skillnaden med Link är att han inte hoppar som Mario gör. Klarar spelaren belönas man med poäng, samlar man mycket poäng får spelaren en stamp upplåst som kan användas till att skicka meddelande till Miiverse.

### Spel

#### NES Remix
- Balloon Fight
- Baseball
- Clu Clu Land
- Donkey Kong
- Donkey Kong Jr.
- Donkey Kong 3
- Excitebike
- Golf
- Ice Climber
- Mario Bros.
- Pinball
- Super Mario Bros.
- Tennis
- The Legend of Zelda
- Urban Champion
- Wrecking Crew

#### NES Remix 2
- Dr. Mario
- Ice Hockey
- Kid Icarus
- Kirby's Adventure
- Mario Open Golf
- Metroid
- Punch-Out!!
- Super Mario Bros.: The Lost Levels
- Super Mario Bros. 2
- Super Mario Bros. 3
- Wario's Woods
- Zelda II: The Adventure of Link

#### Ultimate NES Remix
- Balloon Fight
- Donkey Kong
- Donkey Kong Jr.
- Dr. Mario
- Excitebike
- Kid Icarus
- Kirby's Adventure
- Mario Bros.
- Metroid
- Punch-Out!!
- Super Mario Bros.
- Super Mario Bros. 2JP
- Super Mario Bros. 2US
- Super Mario Bros. 3
- The Legend of Zelda
- Zelda II: The Adventure of Link

## Mottagande
Spelet mottogs av positiva recensioner, IGN gav spelet betyget 8.0 av 10. IGN gav uppföljaren NES Remix 2 betyget 7.7 av 10.